# Margherita Cagol
Margherita Cagol, també coneguda pel nom de guerra de «Mara», (Trento, 8 d'abril de 1945 - Melazzo, 5 de juny de 1975) va ser una activista política italiana, militant del grup armat comunista Brigades Roges. Estava casada amb el també brigadista Renato Curcio.

## Trajectòria
Va néixer en una família de classe mitjana a Sardagna, província de Trento, al nord d'Itàlia. La seva mare era farmacèutica i el seu pare un pròsper comerciant, propietari d'una perfumeria. El 1964 es va matricular a la facultat de Ciències Socials de la Universitat de Trento. Aviat es va implicar en els moviments estudiantils d'esquerres, on va conèixer Renato Curcio. Van treballar per a la publicació Lavoro Politico i es va graduar el 1969. Es va casar amb Curcio en una cerimònia catòlica, després de la qual es van traslladar a Milà, on pretenia estudiar durant dos anys més.
A la segona meitat dels anys 1970 es van formar les Brigades Roges arran de la fusió de l'Esquerra Proletària de Curcio i un grup obrer i estudiantil d'esquerra, així com la integració d'Alberto Franceschini. Després de ser detinguts el febrer de 1971 per ocupar un habitatge buit, Curcio, Carol i els membres més radicals d'Esquerra Proletària van passar a la clandestinitat i van organitzar les Brigades Roges. Van passar els tres anys següents, del 1972 al 1975, involucrant-se en una sèrie d'atemptats i segrestos de personatges destacats. Curcio va ser capturat i empresonat, però cinc mesos després, el 18 de febrer de 1975, Cagol el va alliberar en una incursió a la presó.

## Mort

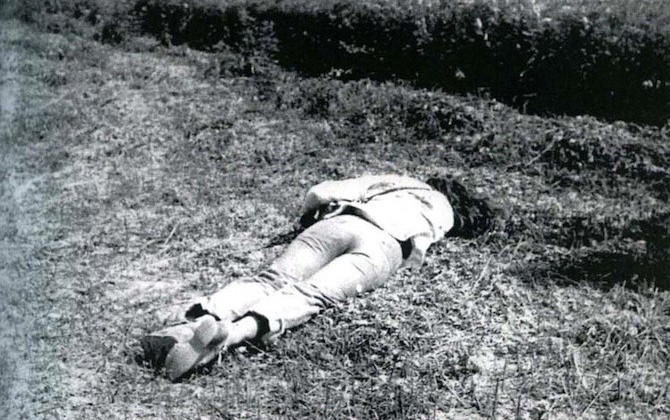
Cadàver de Margherita Cagol

L'abril de 1975, Cagol, Curcio i Mario Moretti es van reunir en una casa prop de Piacenza per debatre l'estratègia de l'organització, ja que creixia i necessitava més finançament per continuar les seves activitats militants. Van decidir seguir l'exemple de la guerrilla sud-americana i realitzar una sèrie de segrestos, una de les víctimes va ser l'industrial Vittorio Vallarino Gancia. Va ser escollit perquè era ric i vivia en una regió que els coneixien. Segons Curcio, també havia finançat una organització feixista.
El 4 de juny va ser segrestat mentre anava a la seva vil·la de Canelli, prop d'Asti, reclòs en una furgoneta i portat a la masia Spiotta, a la zona d'Arzello, al municipi de Melazzo, situat als turons d'Acqui Terme. Temps abans, Cagol havia comprat el mas i havia estat utilitzat per membres de les Brigades Roges de Torí. Curcio no va participar en l'operació; com a fugitiu de la presó, la seva imatge s'havia publicat per tota Itàlia, i es considerava massa perillosa. Cagol, juntament amb un acompanyant mai identificat, es van quedar a custodiar Gancia. Més tard, en aquella nit, va trucar a Curcio per dir-li que l'operació havia estat un èxit.
L'endemà al matí els carabiners van començar a investigar les masies de la zona i quatre d'ells es van apropar a la masia Spiotta. Cagol havia estat de vigilància durant tota la nit i s'havia anat a dormir. El seu company, que es va fer càrrec del canvi de torn, es va adormir i no es va despertar fins que els carrabiners van trucar a la porta. La seva via d'escapament va ser bloquejada pel cotxe dels carabiners, així que van decidir llançar una granada de mà contra els agents, que va colpejar el tinent Umberto Rocca, que atrapat per l'artefacte va perdre un braç i un ull, mentre que el mariscal Rosario Cattafi, colpejat per la metralla va quedar ferit. Posteriorment, els dos brigadistes van sortir en tromba i, segons els policies testimonis, Cagol va disparar a l'agent Giovanni D'Alfonso, que va morir a l'hospital després d'uns dies d'agonia. Els dos brigadistes van arribar a un dels seus cotxes, engegar-lo, però van xocar amb un cotxe dels carrabiners que estava aparcat al bell mig del carrer. Malgrat mostrar en inici una actitud de rendició, va reprendre el tiroteig i Cagol va morir víctima de nombrosos trets. L'únic carabiner que va quedar il·lès va ser l'agent Pietro Barberis, mentre que l'altre brigadista, desconegut, va aconseguir fugir cap al bosc. Segons les Brigades Roges, el fugitiu va explicar més tard que havia sentit un nou tret després del tiroteig i, arran d'aquesta història, l'organització armada va fer valdre la hipòtesi que Cagol fos assassinada en fred, però no hi ha confirmació al respecte.
A l'informe d'autòpsia, realitzat pel professor Athos La Cavera, es va fer constar: «Ferida per bala amb caràcters d'entrada a la regió medial de la cavitat axil·lar esquerra amb halo equimòtic circumdant i ferida per bala amb caràcters de sortida a la línia axil·lar posterior dreta gairebé horitzontal respecte al forat d'entrada». Els resultats de l'autòpsia van concloure que va rebre un tret al costat esquerre del pit amb la bala filtrant-se al costat dret de l'esquena. Les Brigades Roges van emetre un comunicat commemoratiu:
| « | Margherita Cagol, «Mara», dirigent comunista i membre del Comitè Executiu de les Brigades Roges, va caure en combat. La seva vida i mort són un exemple que cap lluitador per la llibertat oblidarà mai. (...) Cap de columna politicomilitar, «Mara» ha sabut liderar amb èxit algunes de les operacions més importants de l'organització. L'alliberament d'un dels nostres companys de la presó de Casale Monferrato s'aplica a tots. (...) Que mil braços s'estenguin per agafar el seu rifle! Com a darrer comiat diem: «Mara» ha florit una flor, i les Brigades Roges seguiran cultivant aquesta flor de la llibertat fins a la victòria! Lluita armada pel comunisme! | » |

Margherita Cagol va ser enterrada al cementiri monumental de Trento. El gener de 1976, Curcio va ser detingut, jutjat, condemnat i empresonat.

## Llegat
L'any 1986, el grup armat socialista alemany Fracció de l'Exèrcit Roig va reivindicar l'atemptat mortal contra el físic nuclear Karl Heinz Beckurt en nom de l'«escamot Mara Cagol».